# Gallio (elemento chimico)
Il gallio è l'elemento chimico di numero atomico 31 e il suo simbolo è Ga. Fa parte del gruppo 13 della tavola periodica degli elementi, nel quale è collocato tra l'alluminio e l'indio. Appartiene al 4° periodo ed è quindi un elemento metallico di post-transizione.
È un metallo raro, tenero e di colore argenteo con lieve sfumatura azzurra. Il gallio è molto fragile a temperatura ambiente e il suo punto di fusione è di 29,76 °C, dunque può fondere se la temperatura dell'ambiente in cui si trova è di circa 30 gradi o se tenuto in mano. Quando fonde diminuisce il suo volume e quindi aumenta la sua densità. Si trova in tracce nella bauxite e in minerali di zinco.
L'arseniuro di gallio, il fosfuro di gallio e il nitruro di gallio sono importanti semiconduttori usati in molti dispositivi elettronici, soprattutto nei diodi LED.
Ha proprietà diamagnetiche.

## Caratteristiche
Il gallio ad elevata purezza ha colore argento e si frattura facilmente, con fratture concoidali come quelle del vetro. Il gallio metallico si espande del 3,1% durante la solidificazione, per cui non dovrebbe mai essere tenuto in contenitori di vetro o di metallo. Inoltre il gallio è corrosivo per i metalli, perché gli atomi di gallio diffondono nella matrice cristallina metallica, formando leghe fragili.
La temperatura di fusione del gallio, ossia 29,76 °C, è prossima a quella ambiente, quindi si può usare in termometri per alte temperature. Ha un intervallo in fase liquida tra i più grandi, nonché il rapporto tra temperatura di ebollizione e temperatura di fusione più grande in assoluto, più di 8 volte se espresso in kelvin; ha inoltre una tensione di vapore molto bassa ad alta temperatura.
Questo metallo ha una forte tendenza a sopraraffreddarsi, cioè a restare liquido anche al disotto del suo punto di fusione; per questo è necessario mettere dei semi cristallini nella massa di gallio liquido per farlo solidificare. La densità del gallio liquido è maggiore del gallio solido, come nel caso dell'acqua; di solito per i metalli si ha l'opposto. Il gallio ad alta purezza viene lentamente attaccato dagli acidi inorganici.
Il gallio non cristallizza in nessuna delle strutture cristalline semplici: la fase stabile in condizioni normali è quella ortorombica con 8 atomi per cella cristallina. Ogni atomo ha un solo vicino più prossimo, a 2,44 Å, e altri sei atomi vicini nel raggio di 2,83 Å. Esistono molte altre fasi stabili e metastabili del gallio in varie condizioni di temperatura e pressione. Il legame chimico fra gli atomi più vicini del cristallo di gallio è di tipo covalente, per cui il dimero Ga2 è considerato il costituente principale del cristallo.

## Applicazioni
I circuiti integrati digitali e analogici e i dispositivi optoelettronici (diodi LED e diodi laser) sono l'applicazione più comune del gallio.
Altri usi comprendono: 
- Realizzazione di specchi molto brillanti perché aderisce al vetro e alla porcellana.
- Semiconduttori e produzione componenti elettronici a stato solido come i transistor.
- Realizzazione di leghe metalliche: si usa come componente di leghe a basso punto di fusione. I pozzetti di plutonio delle armi nucleari impiegano una lega di gallio per stabilizzare una forma allotropa del plutonio. Molte ricerche sono state fatte sul gallio come sostituto del mercurio negli amalgami per odontoiatria, ma i nuovi composti devono ancora dimostrare la loro validità. L'aggiunta di gallio (fino al 2%) nelle comuni paste saldanti ne aumenta la bagnabilità e le capacità flussanti.
- Costruzione di termometri per alte temperature: una lega eutettica di gallio, indio e stagno è oggi usata al posto del mercurio nella maggior parte dei termometri clinici. Questa lega, dal nome commerciale di Galinstan, ha un punto di congelamento di −20 °C.
- Il gallato di magnesio con impurità come Mn2+ sta trovando sempre maggiore uso in materiali fosforescenti attivate da ultravioletti, che possono dar luogo a reazioni fotochimiche ritardate.[A cosa servono queste polveri?]
- Il gallio è stato impiegato negli esperimenti SAGE e GALLEX Archiviato il 30 luglio 2019 in Internet Archive. al fine di rilevare il flusso dei neutrini elettronici prodotti all'interno del Sole. Per assorbimento di un neutrino, il gallio si converte in germanio con emissione di un elettrone. Gli elettroni emessi vengono poi rilevati da fotomoltiplicatori e studiati dai fisici nucleari. È possibile che i valori di spin e momento angolare dell'atomo di gallio (−3⁄2) determinino un'instabilità dell'elemento, che potrebbe andare incontro a un decadimento spontaneo, accelerato però dall'assorbimento del neutrino elettronico.
- Drogaggio di catalizzatori per migliorarne la selettività.[4]
- L'isotopo 68 è utilizzato in medicina nucleare per la localizzazione di tumori neuroendocrini.

## Usi in medicina umana
Il gallio trova impiego negli ambiti sia diagnostico sia terapeutico della medicina umana. Gli isotopi 67Ga e 72Ga vengono usati come marcatori radioattivi nella diagnosi di alcune forme tumorali, come i linfomi, in virtù della predisposizione del gallio ad accumularsi maggiormente nei siti in attiva proliferazione. Inoltre il gallio costituisce un agente terapeutico nelle patologie a carattere osteolitico, per esempio il morbo di Paget, e nelle ipercalcemie, per esempio l'ipercalcemia paraneoplastica.

## Storia
Il gallio (dal latino Gallia, che vuol dire "Francia" e anche gallus che significa gallo, l'animale da cortile) fu scoperto spettroscopicamente da Paul Émile Lecoq de Boisbaudran nel 1875 dal suo spettro caratteristico (due righe violette) esaminando una zincoblenda proveniente dai Pirenei. Prima della sua scoperta la maggior parte delle proprietà del gallio erano state previste e descritte da Dmitrij Mendeleev, che aveva chiamato eka-alluminio l'ipotetico nuovo elemento, sulla base della sua tavola periodica. Più tardi nel corso di quell'anno Boisbaudran ottenne il metallo puro tramite elettrolisi del suo idrossido in una soluzione di KOH. Egli battezzò il nuovo elemento con il nome della Francia e, con uno di quei giochi di parole multilingui molto amati dagli scienziati dell'epoca, anche con il suo: "Le coq" in francese vuol dire "il gallo".

## Disponibilità
Il gallio non esiste puro in natura e nemmeno esistono composti di gallio sufficientemente abbondanti da costituire una fonte estrattiva. Il gallio si ottiene dalle tracce presenti in bauxite, carbone, diaspro, germanite e sfalerite. La combustione del carbone può concentrare il gallio: alcune polveri residue della combustione contengono fino all'1,5% di gallio.

## Isotopi
Del gallio si conoscono almeno 31 isotopi, con numeri di massa che vanno da A = 56, ad A = 86. Tra questi, quelli presenti In natura sono i due isotopi che seguono, entrambi stabili: 69Ga (60,108%, spin 3/2-, il più abbondante) e 71Ga (39,892%, spin3/2-). L'eccesso di neutroni sui protoni è di 7 per il primo e di 9 per il secondo.

### Isotopi radioattivi
Il 67Ga (spin 3/2-) non è stabile; decade per cattura elettronica (ε) a zinco-67, stabile, rilasciando un'energia pari a 1001 keV. questo valore è appena minore di 1022 keV (l'equivalente della massa di 2 elettroni) e pertanto il decadimento β+, che normalmente è in competizione con la cattura elettronica, in questo caso non può avvenire. L'emivita dell'isotopo è di 3,262 giorni.
Il 68Ga (spin 1) non è stabile; per l'88,9% decade per emissione di positrone (β+) e per il restante 11,1% per cattura elettronica; in entrambi i casi si produce zinco-68, stabile (Qβ+ = 1899 keV, Qε = 2921 keV; T1/2 = 1,286 ore).
Il 70Ga (spin 1), che si trova in mezzo ai due isotopi stabili, non è stabile e decade secondo due modalità opposte: per 99,59% decade β+ a dare zinco-70 (Q = 1635 keV) e, per lo 0,41% decade β− a dare germanio-70 (Q = 654,56 keV), stabile; poi, lo zinco-70 così prodotto dalla cattura elettronica decade a sua volta a germanio-70, stabile (doppio decadimento β−). L'emivita complessiva è di 21,13 minuti.
Il 72Ga (spin 3-) non è stabile; decade β− a germanio-72, stabile (Q = 3997 keV, T1/2 = 14,11 ore).
Il 73Ga (spin 3/2-) non è stabile; decade β− a germanio-73, stabile (Q = 1598 keV, T1/2 = 4,861 ore).
Il 74Ga (spin 3-) non è stabile; decade β− a germanio-74, stabile (Q = 5373 keV, T1/2 = 8,117 ore).
Il 75Ga (spin 3/2-) non è stabile; decade β− a germanio-75 (Q = 3392 keV, T1/2 = 2,1 minuti); poi, il germanio-75 così prodotto decade a sua volta β− in arsenico-75, stabile.

## Precauzioni
Anche se non è considerato tossico, i dati sull'effetto fisiologico del gallio non sono definitivi. Alcune fonti riportano che una prolungata esposizione al gallio può provocare dermatite, ma altri test non hanno dato tale risultato.